# Per Arvid Säve
Per Arvid Säve (født 19. april 1811 i Roma distrikt på Gotland, død 10. november 1887 i Visby) var en svensk-gotlandsk lærer, tegner og antikvitetskurator.
Säve begyndte at læse på Upsala Universitet i 1830. Fire åre senere blev han lærer i Visby på Gotland, hvor han blandt andet underviste i tegning. I 1861 blev han udnævnt til Gotlands antikvitetskurator for Gotland og Øster- og Vestergotaland. På vegne af den videnskabsakademi samlede han fakta om regionernes kulturarv, sprog og geografi. Säve gjorde det nu til et livsværk at redde Gotlands særprægede kultur fra glemsel og kan på den måde kaldes for en pioner i det moderne gutniske kulturhistorie. Han var især interesseret i at dokumentere øens gutniske sprog. Sammen med sin bror Carl Säve indsammlede han materiale, der senere dannede grundlaget for udgivelsen af Gotlands ordbog i årene 1936 - 1945. Selv udgav han blandt andet bøgerne Gotland och Wisby i taflor (1858) og Gotländska minnen (1859) samt sagnebøgerne Strandens sagor (1873), Åkerns sagor (1876) og Havets och fiskarens sagor (1880). Säve deltog også i Visby kulturdebatte og var med til at etablere Gotlands Museum (Fornsal), hvis første direktør han blev i 1875. I 1877 blev han æresdoktor i filosofi i Uppsala, i 1882 æresmedlem af den svenske folkemindeforening og i 1885 af videnskabsakademiet.